# Wallis
Wallis — онлайн-бренд британской женской одежды. Ранее в качестве ритейлера Wallis работал как сеть из 134 магазинов и 126 концессий по всей Великобритании и Ирландии. Wallis являлся дочерней компанией Arcadia Group до его банкротства в конце 2020 года. Бренд теперь принадлежит компании Boohoo.com.

## История
Первый магазин был открыт Рафаэлемем Натом Уоллисом на рынке Чапел в Ислингтоне в 1923 году. С самого начала магазин был известен своими пальто, которые продавались за 19 шиллингов и платьями. У магазина был свой необычный лозунг: «Сравнение приглашено. Конкурс бросил вызов». Открывались новые магазины того же бренда и к 1940-м годам у сети было 25 магазинов и общий оборот 300 000 фунтов в год.

### Популярность в 1950-х-1960-х годах
С 1950-х годов под руководством Джеффри Уоллиса, сына основателя, компания стала известна воспроизводством модной одежды из Парижа — с 1957 года эта одежда получила название «выбор Парижа», позже её стали называть «парижскими оригиналами» после того как были созданы точные копии одежды от кутюр. Покупатели продукции Wallis получили возможность носить одежду, почти полностью воспроизводившую продукцию таких именитых брендов, как Courrèges, Chanel и Dior. Копии костюмов от Chanel, созданные Wallis, привлекли внимание к продукции бренда в среде лондонских светских львиц и работающих женщин. Во время разбирательств по делу Профьюмо, Кристин Килер каждый день надевала новый костюм от Wallis.
С конца 1960-х годов основное внимание уделялось молодым британским дизайнерам - в соответствии с изменившимися лондонскими модными тенденциями. Wallis смог привлечь интерес иностранных покупателей и организовал показ коллекции одежды в США по просьбе американских покупателей в 1964 году. Коллекция включала более 70 различных наименований одежды.
В 1969 году Сильвия Айтон в партнерстве с Зандрой Родс стала главой подразделения верхней одежды в Wallis. Она стала посещать парижские показы мод вместе с Джеффри Уоллисом и делать заметки, затем принимая решения, какие дизайны новой одежды будут скопированы. После возвращения из Франции они смотрели на оригиналы одежды, производили необходимые измерения. Айтон вспоминала, что во Франции образцы одежды разрешено было только посмотреть, поэтому все измерения приходилось делать в уме, на глаз. Часто таких нехитрых манипуляций было достаточно для того, чтобы новая модная одежда продавалась в британских магазинах под брендом Wallis, до того момента, когда в продажу поступят «официальные» модели из Парижа.

### Дальнейшее расширение
После периода постоянного устойчивого роста в Великобритания, бренд начал экспансию в континентальную Европу — к 1976 году было открыто 54 филиала, включая магазины в Германии, Швейцарии и Швеции. Позже Wallis вышел за пределы Европы, начав работу в Саудовской Аравии и Южной Африке. В 1980 году Wallis стал частью «Sears Group», а в 1999 году после приобретения «Sears Group» сэром Филиппом Грином бренд был переведен в состав группы «Arcadia».

### Продажа в период кризиса
Во время активной фазы пандемии Covid-19 в Великобритании, когда начались серьезные финансовые трудности, «Arcadia» вошла в состав администрации Wallis 30 ноября 2020 года, затем все бренды были выставлены на продажу. В феврале 2021 года Boohoo.com объявил, что покупает бренды Wallis, Dorothy Perkins и Burton за 25,2 миллиона фунтов стерлингов, с последующим сокращением 2450 рабочих мест. Wallis был переведен полностью в онлайн-формат, соответствующие торговые точки были закрыты. Интернет-магазин продолжил продавать одежду Wallis под управлением компании Boohoo.

## Деятельность
Wallis с 2006 года ввел наименования продукции, которая входила в премиум-ассортимент, в связи с чем выпускалась в ограниченном количестве.
Wallis тесно сотрудничал с организацией Cancer Research UK, запустив специальный благотворительный браслет в 2005 году и ожерелье в 2007 году, разработанное международными дизайнерами и знаменитостями, включая Скарлетт Йоханссон и Кейт Мосс, что позволило компании увеличить продажи и быстро собрать средства на благотворительность.
В сентябре 2009 года супермодель Ясмин Ле Бон сотрудничала с компанией Wallis, для того, чтобы спроектировать свою первую женскую одежду и ювелирную коллекцию под названием «YLB». В 2010 году была представлена коллекция под названием «Wallis 1923», включающая пальто на основе самих ранних архивных моделей.